# 시라하마촌 (구마모토현)
시라하마촌(일본어: 白浜村)은 일본 구마모토현 호타쿠군에 설치되었던 촌이다. 현재의 구마모토시에 해당한다.

## 역사
- 1889년 4월 1일 - 정촌제 시행에 의해 시라하마촌이 성립하였다.
- 1902년 4월 1일 - 가와치촌, 후나쓰촌과 합병해 가와치촌이 되었다.

## 참고 문헌
- 角川日本地名大辞典編纂委員会, 『角川日本地名大辞典 43 熊本県』1987, 角川書店